# Saison 1 de Mr. Iglesias
Chronologie
Saison 2
Cet article recense la liste des épisodes de la première saison de la série télévisée américaine Mr. Iglesias sortie le 21 juin 2019 sur Netflix.

## Épisodes

### Épisode 1:La pédagogie de l'abandon
- États-Unis : 21 juin 2019 sur Netflix
- France : 21 juin 2019 sur Netflix

- Oscar Nunez : Carlos
- Tucker Albrizzi : Walt
- Coy Stewart : Lorenzo
- Gloria Aung : Grace
- Kathryn Feeney : Katie

### Épisode 2:Cours d'été
- États-Unis : 21 juin 2019 sur Netflix
- France : 21 juin 2019 sur Netflix

- Oscar Nunez : Carlos
- Tucker Albrizzi : Walt
- Coy Stewart : Lorenzo
- Gloria Aung : Grace
- Kathryn Freeney : Katie

### Épisode 3:Mon cartable et mon droit
- États-Unis : 21 juin 2019 sur Netflix
- France : 21 juin 2019 sur Netflix

- Oscar Nunez : Carlos
- Tucker Albrizzi : Walt
- Coy Stewart : Lorenzo
- Gloria Aung : Grace
- Chris Garcia : Mr. Gomez
- Jesus Trejo : Mr. Trujillo

### Épisode 4:La gorgée de trop
- États-Unis : 21 juin 2019 sur Netflix
- France : 21 juin 2019 sur Netflix

- Tucker Albrizzi : Walt
- Coy Stewart : Lorenzo
- Gloria Aung : Grace
- Bentley Green : Rakeem Rozier

### Épisode 5:Tout le monde déteste Mr. Iglesias
- États-Unis : 21 juin 2019 sur Netflix
- France : 21 juin 2019 sur Netflix

- Oscar Nunez : Carlos
- Christopher McDonald : Coach Dixon
- Tucker Albrizzi : Walt
- Coy Stewart : Lorenzo
- Gloria Aung : Grace
- Bentley Green : Rakeem Rozier
- Chris Garcia : Mr. Gomez
- Jesus Trejo : Mr. Trujillo

### Épisode 6:Harcèlement
- États-Unis : 21 juin 2019 sur Netflix
- France : 21 juin 2019 sur Netflix

- Oscar Nunez : Carlos
- Christopher McDonald : Coach Dixon
- Tucker Albrizzi : Walt
- Coy Stewart : Lorenzo
- Gloria Aung : Grace
- Maria Quezada :  Rita Perez
- Ivy Iacono : Mrs. Barbieri

### Épisode 7:Le concours de jeunes talents
- États-Unis : 21 juin 2019 sur Netflix
- France : 21 juin 2019 sur Netflix

- Tucker Albrizzi : Walt
- Gloria Aung : Grace
- Bentley Green : Rakeem Rozier
- Chris Garcia : Mr. Gomez
- Jesus Trejo : Mr. Trujillo
- Ron Pearson : Jim

### Épisode 8:La grève des profs
- États-Unis : 21 juin 2019 sur Netflix
- France : 21 juin 2019 sur Netflix

- Oscar Nunez : Carlos
- Tucker Albrizzi : Walt
- Coy Stewart : Lorenzo
- Gloria Aung : Grace
- Bentley Green : Rakeem Rozier
- Kathryn Feeney : Katie
- Carol Lyn Black : Ruth

### Épisode 9:Oh, Danny!
- États-Unis : 21 juin 2019 sur Netflix
- France : 21 juin 2019 sur Netflix

- Christopher McDonald : Coach Dixon
- Joel McHale : Danny
- Tucker Albrizzi : Walt
- Coy Stewart : Lorenzo
- Gloria Aung : Grace
- Kathryn Feeney : Katie
- Brooke Sorenson : Whitney
- Harlan Ray : Patron du Bar

### Épisode 10:Le décathlon académique
- États-Unis : 21 juin 2019 sur Netflix
- France : 21 juin 2019 sur Netflix

- Oscar Nunez : Carlos
- Christopher McDonald : Coach Dixon
- Tucker Albrizzi : Walt
- Coy Stewart : Lorenzo
- Gloria Aung : Grace
- Bentley Green : Rakeem Rozier
- Kathryn Feeney : Katie
- Brooke Sorenson : Whitney
- Harlan Ray : Patron du Bar